# The Captain : L'Usurpateur
Pour plus de détails, voir Fiche technique et Distribution.
The Captain : L'Usurpateur (Der Hauptmann) est un film dramatique historique franco-polono-allemand écrit et réalisé par Robert Schwentke, sorti en 2017.
Le film est inspiré de la vie de Willi Herold, soldat et déserteur de la Wehrmacht qui va usurper l’identité d’un capitaine.

## Synopsis
Avril 1945. L'Allemagne nazie, en plein chaos, vit ses dernières heures avant de capituler. Les troupes allemandes de la Wehrmacht sont pourchassées par les forces alliées tandis que les déserteurs sont exécutés. Massacres, viols ou encore pillages règnent sur cette Allemagne en pleine déroute. Après avoir perdu son régiment, le jeune caporal allemand Willi Herold erre pour tenter d'échapper à un commando qui veut l'abattre. Affamé et affaibli, Herold découvre sur son chemin, dans une voiture abandonnée, l'uniforme couvert de médailles d'un capitaine de la Luftwaffe mort. Pour échapper à sa mort programmée, il décide de le revêtir afin de se camoufler et échapper à ceux qui veulent le tuer. Un camouflage idéal, l'uniforme étant le symbole de la puissance et surtout de l'autorité.
Sous sa nouvelle identité, le « capitaine » Herold constitue un commando pour une mission qu'il a inventée de toutes pièces : pour Hitler, ils doivent établir un rapport sur l'état de l'arrière-front. Herold prend goût au rôle dont il s'est emparé. Sadique et fragile psychologiquement, il sème sur son passage des centaines de victimes.

## Fiche technique
- Titre original : Der Hauptmann
- Titre international : The Captain
- Titre polonais : Kapitan
- Titre français : The Captain : L'Usurpateur
- Réalisation et scénario : Robert Schwentke
- Direction artistique : Harald Turzer
- Décors : Jurek Kuttner
- Costumes : Magdalena J. Rutkiewicz-Luterek
- Photographie : Florian Ballhaus (de)
- Montage : Michal Czarnecki
- Musique : Martin Todsharow
- Production : Frieder Schlaich
- Sociétés de production : Filmgalerie 451 ; Alfama Films et Opus Film (coproductions) ; SOFICA Sofitvciné 4 (en association avec)
- Société de distribution : Weltkino Filmverleih GmbH (Allemagne)
- Pays de production :  Allemagne,  Pologne,  France
- Langues originales : allemand, polonais
- Format : noir et blanc
- Genre : drame historique, guerre
- Durée : 119 minutes
- Dates de sortie :
  - Canada : 7 septembre 2017 (Festival international du film de Toronto)
  - France : 21 mars 2018
- (fr) Mention CNC[2] : interdit aux moins de 12 ans avec avertissement, art et essai (visa d'exploitation no 144513 délivré le 6 mars 2018)

## Distribution
- Max Hubacher (VF : Pascal Nowak) : Willi Herold
- Milan Peschel (en) (VF : Loïc Guingand) : Freytag
- Frederick Lau (VF : Jean-Maric Charrier) : Kipinski
- Bernd Hölscher (VF : Frédéric Souterelle) : Schütte
- Waldemar Kobus (en) (VF : Jean-François Aupied) : Hansen
- Alexander Fehling : le capitaine Junker
- Samuel Finzi : Roger Kuckelsberg
- Wolfram Koch (de) : Schneider
- Britta Hammelstein (de) : Gerda
- Sascha Alexander Gersak (de) : Sichner
- Blerim Destani (en) : Dahler-Kaufmann
- Hendrik Arnst (de) : Weyher
- David Scheller : Claasen
- Marko Dyrlich (de) (VF : François Bergeron) : Brockhoff
- Haymon Maria Buttinger (de) (VF : Olivier Pagès) : Dr Kremer
- Eugénie Anselin : Irmgard
- Alexander Hörbe (de) : Schnabel
- Harald Warmbrunn (de) : le fermier
- Rike Eckermann (de) : la femme du fermier

 Source et légende : version française (VF) sur RS Doublage

## Sortie

### Accueil critique
En France, le site Allociné recense une moyenne des critiques presse de 2,9/5, et des critiques spectateurs à 3,8/5.Sur l'Internet Movie Database il obtient une note de 7,5 sur 10.

## Distinctions
- Le film a reçu le prix 20 minutes et une mention spéciale du jury presse au Festival de cinéma européen des Arcs en décembre 2017.

### Sélections
- Festival international du film de Toronto 2017 : sélection dans la section Special Presentations.
- Festival international du film de Saint-Sébastien 2017 : sélection en compétition officielle.
- Festival de cinéma européen des Arcs 2017 : sélection en compétition officielle.